# 瓦赫坦四世
瓦赫坦四世 ，(约1413年—1446年12月)，巴格拉季昂王朝成員，格魯吉亞國王（1433年至1446年在位）。
瓦赫坦四世於1433年與父親亞歷山大一世一同登基，直到父親於1442年退位，並與三位兄弟共同統治，直至去世。作為國王，瓦赫坦四世僅控制王國的一部分，並面對土庫曼的入侵。其統治期標誌著格魯吉亞王國分崩裂解的開始。

## 生平

### 早年與共治
瓦赫坦四世出生於約1413年，是格魯吉亞國王亞歷山大一世和他首任妻子杜蘭杜赫特公主的長子，杜蘭杜赫特是奧爾貝利安王朝貝什肯二世的女兒。關於瓦赫坦四世在登基之前的生活資訊很少。
為了模仿拜占庭的治理體系並避免潛在的繼承危機，亞歷山大一世在1433年決定將他的四個兒子瓦赫坦、德米特爾、喬治和扎爾共同登基，瓦赫坦作為四兄弟中年長者，擁有更大的權力。瓦赫坦四世被指派治理中央格魯吉亞卡爾特利地區 。
1439年，他派遣自己的代表參加由教皇尤金四世召集的佛羅倫斯大公會議，旨在將衰弱的東方教會納入天主教的統治之下。英國歷史學家唐納德·雷菲爾德認為瓦赫坦四世的使者發揮了政治作用，因為來自格魯吉亞王國的更多代表意味著平衡薩姆茨赫和明格列爾的代表，這兩個格魯吉亞內的公國尋求羅馬的自治認可。

### 統治
瓦赫坦四世的弟弟兼共治王扎爾於1442年去世。同年，父親亞歷山大一世退位成為僧侶。瓦赫坦四世被迫接受他的兄弟喬治八世和德梅特里三世為共治君主，但他被認可為格魯吉亞的主要國王，並由他的四弟格魯吉亞的卡托利科斯及宗主教大衛三世為他加冕。瓦赫坦四世採取格魯吉亞君主的傳統稱號：“卡赫季、斯凡、希臘、亞美尼亞、明格列爾、卡特維爾、吉克斯和阿蘭的國王，希爾萬沙和沙汗沙，伊梅雷蒂和阿米爾季的萬王之王，東方、北方以及全基督教的國王。”
瓦赫坦四世直接控制的領土不明。根據卡爾特利的瓦胡什提和瑪麗·費利西泰·布羅塞，瓦赫坦四世保持對卡爾特利和王國首都梯弗里斯的控制。然而，18世紀的卡托利科斯安東二世列出了瓦赫坦四世的領地，主要是西格魯吉亞的公國：阿布哈茲、吉克提、薩梅格雷洛、古里亞和伊梅雷蒂。後來在19世紀撰寫的大術·巴格拉季昂王子則將奧塞梯添加到他的領地中，儘管安東二世將後者列為德米特爾三世的領土。根據兩者的說法，卡爾特利是德米特爾三世治理下。
在登基後，瓦赫坦四世按父親的安排迎娶西提卡圖恩·帕納斯克特利公主。她是扎爾·帕納斯克特利-齊齊施維利的女兒，但在兩年後（1444年）去世，未留下子嗣。瓦赫坦四世未有再婚。
1444年，黑羊王朝的蘇丹賈汗·沙試圖再次入侵格魯吉亞。瓦赫坦四世在阿哈爾齊赫與他會面，格魯吉亞人和土庫曼人展開一場血腥的戰鬥，最終沒有明確的勝者。夜間，賈漢·沙和他的軍隊撤離格魯吉亞，返回大布里士，結束了土庫曼的入侵。
瓦赫坦四世短暫的四年統治標誌著在國內未能減少強大貴族的影響。因此，他未能削弱大貴族塔卡·帕納斯克特利的權力，並被迫任命他為莫拉維。隨著1444年伊瓦內二世·賈奎里去世，他任命其兒子克瓦爾克瓦雷二世·賈奎里為該地區的阿德貝格，但這一決定導致了薩姆茨赫內部的內戰，克瓦爾克瓦雷二世與他的叔叔阿赫布哈二世之間展開鬥爭，後者最終獲勝。
1446年12月，瓦赫坦四世去世。他被埋葬在 巴納大教堂，在西提卡圖恩皇后旁邊。由於沒有繼承人，王國陷入繼承衝突：剩餘兄弟中年長的德米特爾三世在伊梅雷蒂陷入內亂之中，而喬治八世則接管卡爾特利和卡赫季，這可能是瓦赫坦四世本人的意願。

## 家庭
1442年，瓦赫坦四世迎娶西提卡圖恩·帕納斯克特利公主，她是赫夫蘇雷蒂和卡雷利的領主扎爾·帕納斯克特利-齊齊施維利的女兒。她於1444年去世，未留下子嗣。